# Luigi Martiș
Luigi Martiș (n. 31 august 1925, Adjud, Putna, România – d. 1994, București, România) este un general român de Miliție, care a îndeplinit funcția de șef al Comandamentului Trupelor de Securitate (15.03.1975 - 6.11.1984). În 1987 a fost șeful Direcției Organizare Mobilizare din cadrul Inspectoratului General al Miliției (I.G.M.). Luigi Martiș a fost deputat în Marea Adunare Națională în perioada 1975 - 1985, membru de partid din 1954.

## Biografie
A fost înaintat la gradul de general-maior (cu o stea) la 19 august 1974. Între anii 1975-1984, generalul-maior Luigi Martiș a îndeplinit funcția de comandant al Comandamentului Trupelor de Securitate (actuala Jandarmerie) din cadrul Ministerului Afacerilor Interne. El a a impus practicarea jocului de oină în unitățile militare, cu scopul fructificării calităților fizice și tehnice pe care le presupune acest sport și care ar fi utile muncii desfășurate de jandarmi: viteză de deplasare, de țintire, de ferire, reacție, forță. A fost înființată astfel echipa Straja București. 
La Congresul al XI-lea al PCR din noiembrie 1974 a fost ales ca membru supleant al CC al PCR, fiind reales în această funcție la Congresul al XII-lea din noiembrie 1979. 
În anul 1975 a fost ales ca deputat de București în Marea Adunare Națională și secretar al Comisiei pentru Probleme de Apărare din MAN. 
La data de 28 decembrie 1989, generalul-maior Luigi Martiș a fost înaintat la gradul de general-locotenent (cu 2 stele) .
La data de 8 ianuarie 1990, generalul-locotenent Luigi Martiș a fost numit în funcția de adjunct al ministrului de interne și șef al Statului Major al Inspectoratului General al Poliției . A fost trecut în rezervă în vederea pensionării la data de 17 ianuarie 1990 . 

## Distincții
- Ordinul „Pentru servicii deosebite aduse în apărarea orînduirii sociale și de stat” clasa a III-a (12 august 1959) „pentru contribuția activă la întărirea regimului democrat-popular”[8]
- Medalia „Virtutea Ostășească” clasa I (7 mai 1985) „pentru faptele de arme săvîrșite în războiul împotriva Germaniei hitleriste, cu prilejul aniversării a 40 de ani de la victoria asupra fascismului”[9]